# Pembatatu
Pembatatu es un género de arañas araneomorfas de la familia Cyatholipidae. Se encuentra en Kenia y Tanzania.

## Lista de especies
Según The World Spider Catalog 12.0:
- Pembatatu embamba Griswold, 2001
- Pembatatu gongo Griswold, 2001
- Pembatatu mafuta Griswold, 2001